# Microsoft Windows
Microsoft Windows és una sèrie de sistemes operatius i interfícies gràfiques d'usuari produïts per Microsoft. L'empresa va introduir per primera vegada un entorn operatiu anomenat Windows el novembre de 1985 com un complement a MS-DOS, en resposta al creixent interès en les interfícies gràfiques d'usuari (GUI). Microsoft Windows ha arribat a dominar el mercat del PC, superant al Mac OS, que havia estat introduït prèviament. A partir d'octubre de 2009, Windows tenia aproximadament el 91% de la quota de mercat dels sistemes operatius client usats a Internet. La versió més recent d'un Windows client és el Windows 11 que substitueix el Windows 10; la versió més recent de servidor és el Windows Server 2019.

## Versions de Windows

### Primeres versions
El 1985 Microsoft va publicar la primera versió de Windows, una interfície gràfica d'usuari (GUI) per al seu propi sistema operatiu (MS-DOS) que havia estat inclòs en l'IBM PC i ordinadors compatibles des de 1981.
La primera versió de Microsoft Windows Premium mai va ser massa potent ni popular. Estava molt limitada a causa dels recursos legals d'Apple, que no permetia imitacions de les seves interfícies d'usuari. Per exemple, les finestres només podien disposar-se en mosaic sobre la pantalla; exacte, mai podien encavalcar-se o ocultar-se unes a les altres. Tampoc hi havia "paperera de reciclatge" perquè Apple creia que ells tenien la patent d'aquest concepte. Les dues limitacions van ser eliminades quan el recurs d'Apple va ser rebutjat en els tribunals. D'altra banda, els programes inclosos en la primera versió eren aplicacions "de joguina" amb poc atractiu per als usuaris professionals.
El Windows 2.0 va aparèixer el 1987, i va ser una mica més popular que la versió inicial. Gran part d'aquesta popularitat la va obtenir de la inclusió en forma de versió "run-time" de noves aplicacions gràfiques de Microsoft, Microsoft Excel i Microsoft Word per a Windows. Aquestes podien carregar-se des de MS-DOS, executant Windows alhora que el programa, i tancant Windows en sortir d'elles. Windows 2 encara usava el model de memòria 8088 i per això era limitat a 1 megabyte de memòria; tanmateix, molta gent va aconseguir fer-ho funcionar sota sistemes multitasques com a DesqView.
| Estadístiques de navegació en Sistemes Operatius Windows                                          | Estadístiques de navegació en Sistemes Operatius Windows | Estadístiques de navegació en Sistemes Operatius Windows | Estadístiques de navegació en Sistemes Operatius Windows | Estadístiques de navegació en Sistemes Operatius Windows |
| ------------------------------------------------------------------------------------------------- | -------------------------------------------------------- | -------------------------------------------------------- | -------------------------------------------------------- | -------------------------------------------------------- |
|                                                                                                   |                                                          |                                                          |                                                          |                                                          |
| Windows 10                                                                                        | Windows 10                                               |                                                          | 82.49%                                                   | 82.49%                                                   |
| Windows 7                                                                                         | Windows 7                                                |                                                          | 12.91%                                                   | 12.91%                                                   |
| Windows 8.1                                                                                       | Windows 8.1                                              |                                                          | 3.12%                                                    | 3.12%                                                    |
| Windows 8                                                                                         | Windows 8                                                |                                                          | 0.76%                                                    | 0.76%                                                    |
| Windows XP                                                                                        | Windows XP                                               |                                                          | 0.51%                                                    | 0.51%                                                    |
| Windows Vista                                                                                     | Windows Vista                                            |                                                          | 0.19%                                                    | 0.19%                                                    |
| Quota de mercat dels Sistemes Operatius d'escriptori d'acord amb StatCounter al desembre de 2021. |                                                          |                                                          |                                                          |                                                          |

### Windows 3.0 i 3.1
La primera versió realment popular de Windows va ser la versió 3.0, publicada el 1990. Aquesta es va beneficiar de les capacitats millorades gràfiques per a PC d'aquesta època, i també del microprocessador 80386, que permetia millores en les capacitats multitasca de les aplicacions Windows. Això permetria executar en manera multitasca velles aplicacions basades en MS-DOS. Windows 3 va convertir la IBM PC en un seriós competidor per a l'Apple Macintosh.

Windows 3.1 en Català

L'octubre de 1992 es va estrenar la primera versió de Windows en català (versió 3.1x) per petició del PIE (Programa d'Informàtica Educativa de la Generalitat), costejat i executat conjuntament pels tres subministradors de maquinari (Bull, Fujitsu i Olivetti).

### Windows 95, 98, i Me
El Windows 95 va ser llançat el 1995, amb una nova interfície d'usuari, el suport a noms de fitxer llargs de fins a 250 caràcters, i la capacitat de detecció i configuració automàticament el maquinari instal·lat (Plug and Play). Podria executar nativament aplicacions de 32 bits, i va presentar diverses millores tecnològiques que van augmentar la seva estabilitat per sobre del Windows 3.1. Hi va haver diversos OEM Service Releases (OSR) de Windows 95, cadascuna de les quals va ser aproximadament equivalent a un service pack.
El pròxim llançament de Microsoft va ser el Windows 98 el 1998. Microsoft va llançar una segona versió del Windows 98 el 1999, anomenada Windows 98 Second Edition (sovint abreujat a Windows 98 SE).
El 2000, Microsoft va llançar el Windows Me (Me abreujat de Millennium Edition), que actualitza el nucli del Windows 98, però va adoptar alguns aspectes del Windows 2000 i eliminar l'"arrencada en mode DOS". Així mateix, va afegir una nova característica anomenada Restaura el sistema, que permetia a l'usuari recuperar els paràmetres de l'ordinador d'una data anterior.

### Família Windows NT
La família de sistemes Windows NT va ser feta i comercialitzada per als negocis per a un ús amb major de fiabilitat. El primer llançament va ser el MS Windows NT 3.1 (1993), el nombre "3.1" perquè coincidís amb la versió de consum del Windows, que va ser seguida pel NT 3.5 (1994), el NT 3.51 (1995), el NT 4.0 (1996), i el Windows 2000 (2000). El 2000 és l'última versió del Windows NT que no inclou l'Activació de producte. El NT 4.0 va ser el primer de la línia que va aplicar la interfície d'usuari tipus "Windows 95" (i la primera que inclou Windows 95 incorporat en temps d'execució de 32 bits). Microsoft es va combinar els seus sistemes operatius de negocis i de consum amb el Windows XP, tant en el Home com el Professional (i i més tard per a Tablet PCs i Media Centers); També es van separar els calendaris de llançament per als sistemes operatius de servidor. El Windows Server 2003, llançat un any i mig després de Windows XP, va posar el Windows Server al dia amb MS Windows XP. Després d'un llarg desenvolupament del Windows Vista va ser llançat al final de 2006, i el seu homòleg de servidor, el Windows Server 2008 va ser llançat a principis de 2008. El 22 de juliol de 2009, Windows 7 i Windows Server 2008 R2 van ser alliberats com a versió RTM (de fabricació). El Windows 7 va ser llançat el 22 d'octubre de 2009.
El Windows CE, l'oferta de Microsoft en els mercats mòbils i integrats, és també un veritable sistema operatiu de 32-bits del que ofereix diversos serveis per a totes les sub-estacions de treball d'explotació.

#### Sistemes operatius de 64 bits
Els Windows NT incloïen el suport per a diverses plataformes abans del PC basat en x86 es va convertir en dominant en el món professional. Les versions de NT de 3.1 a 4.0 suporten diversos PowerPC, DEC Alpha and MIPS R4000, alguns dels quals van ser els processadors de 64 bits, encara que el sistema operatiu tracta com a 32 bits.
Amb la introducció de l'arquitectura de l'Intel Itanium, que es coneix com a IA-64, Microsoft va llançar noves versions de Windows per donar-hi suport. Versions Itanium del Windows XP i el Windows Server 2003 van ser llançades, al mateix temps que els seus homòlegs principals de x86 (32-bits). El 25 d'abril de 2005, Microsoft va llançar el Windows XP Professional x64 Edition i les versions x64 del Windows Server 2003 per donar suport a l'arquitectura x86-64 (o x64 en la terminologia de Microsoft). Microsoft va retirar el seu suport a la versió Itanium del Windows XP el 2005. El Windows Vista és la primera versió d'usuari final del Windows que Microsoft ha llançat simultàniament en x86 i x64. Windows Vista no és compatible amb l'arquitectura Itanium. Les família moderna dels Windows de 64-bit comprenen versions d'AMD64/Intel64 de Windows Vista, i Windows Server 2008, tant en Itanium i x64.

##### Windows 10
El 30 de setembre de 2014, Microsoft va anunciar Windows 10 com a successor de Windows 8.1. Es va publicar el 29 de juliol de 2015 i tracta les deficiències de la interfície d’usuari introduïda per primera vegada amb Windows 8. Els canvis al PC inclouen la devolució del menú Inici, un sistema d'escriptori virtual i la possibilitat d'executar aplicacions del Windows Store a Windows a l'escriptori en lloc de fer-ho en pantalla completa. Es diu que Windows 10 està disponible per actualitzar des de dispositius Windows 7 qualificats amb dispositius SP1, Windows 8.1 i Windows Phone 8.1 amb l'aplicació Get Windows 10 (per a Windows 7, Windows 8.1) o Windows Update (Windows 7).
El febrer de 2017, Microsoft va anunciar la migració del seu dipòsit de codi font de Windows de Perforce a Git. Aquesta migració va implicar 3,5 milions de fitxers separats en un dipòsit de 300 gigabytes. El maig de 2017, el 90% del seu equip d’enginyeria feia servir Git, en aproximadament 8500 confirmacions i 1760 versions de Windows al dia.
El juny de 2021, poc abans de l'anunci de Microsoft de Windows 11, Microsoft va actualitzar les seves pàgines de polítiques del cicle de vida per a Windows 10, revelant que el suport per a la seva última versió de Windows 10 serà el 14 d'octubre de 2025.

##### Windows 11
El 24 de juny de 2021, Windows 11 va ser anunciat com el successor de Windows 10 durant una transmissió en directe. El nou sistema operatiu va ser dissenyat per ser més amigable i fàcil d'entendre. Es llançà el 5 d'octubre del 2021 on és gratuïta l'actualització per a tots els usuaris de Windows 10.

#### Windows 365
El juliol de 2021, Microsoft va anunciar que començarà a vendre subscripcions a ordinadors de sobretaula virtualitzats de Windows com a part d'un nou servei de Windows 365 el mes següent. No és una versió autònoma de Microsoft Windows, sinó un servei web que proporciona accés a Windows 10 i Windows 11 construït a sobre de l'escriptori virtual d'Azure. El nou servei permetrà ús multiplataforma, amb l'objectiu de fer que el sistema operatiu estigui disponible tant per als usuaris d'Apple com d'Android. El servei basat en subscripció serà accessible a través de qualsevol sistema operatiu amb un navegador web. Microsoft ha afirmat que el nou servei és un intent de capitalització de la tendència creixent, fomentat durant la pandèmia de COVID-19, perquè les empreses adoptin un entorn de treball híbrid, en què "els empleats es reparteixen el temps entre l'oficina i la llar" segons el vicepresident Jared Spataro. Com que el servei serà accessible a través de navegadors web, Microsoft podrà evitar la necessitat de publicar el servei mitjançant el Google Play o l'Apple App Store.
Microsoft va anunciar la disponibilitat de Windows 365 per als clients empresarials el 2 d'agost de 2021.

### Windows CE
El Windows CE (oficialment conegut com a Windows Embedded), és una edició del Windows que s'executa en ordinadors minimalistes, com els sistemes de navegació per satèl·lit i, excepcionalment, els telèfons mòbils. El Windows Embedded s'executa com a CE, en lloc de NT, per la qual cosa no s'ha de confondre amb el Windows XP Embedded, que és NT. El Windows CE s'utilitza en la Dreamcast juntament amb el sistema operatiu propi de propietat de Sega per a la consola.

## Línia de temps de les versions
| Nom de producte                     | Última versió | Data de la versió de disponibilitat general | Nom en clau       | Suport fins             | Suport fins            | Última versió de | Última versió de | Última versió de |
| Nom de producte                     | Última versió | Data de la versió de disponibilitat general | Nom en clau       | Corrent principal       | Estès                  | IE               | DirectX          | Edge             |
| ----------------------------------- | ------------- | ------------------------------------------- | ----------------- | ----------------------- | ---------------------- | ---------------- | ---------------- | ---------------- |
| Windows 1.0                         | 1.01          | 20 de novembre de 1985                      | Interface Manager | 31 de desembre de 2001  | 31 de desembre de 2001 | N/D              | N/D              | N/D              |
| Windows 2.0                         | 2.03          | 9 de desembre de 1987                       | N/D               | 31 de desembre de 2001  | 31 de desembre de 2001 | N/D              | N/D              | N/D              |
| Windows 2.10                        | 2.10          | 27 de maig de 1988                          | N/D               | 31 de desembre de 2001  | 31 de desembre de 2001 | N/D              | N/D              | N/D              |
| Windows 2.11                        | 2.11          | 13 de març de 1989                          | N/D               | 31 de desembre de 2001  | 31 de desembre de 2001 | N/D              | N/D              | N/D              |
| Windows 3.0                         | 3.0           | 22 de maig de 1990                          | N/D               | 31 de desembre de 2001  | 31 de desembre de 2001 | N/D              | N/D              | N/D              |
| Windows 3.1x                        | 3.1           | 6 d'abril de 1992                           | Janus             | 31 de desembre de 2001  | 31 de desembre de 2001 | 5                | N/D              | N/D              |
| Windows 3.1x en català              | 3.11          | Octubre de 1992                             | Janus             | 31 de desembre de 2001  | 31 de desembre de 2001 | 5                | N/D              | N/D              |
| Windows For Workgroups 3.1          | 3.1           | Octubre de 1992                             | Sparta, Winball   | 31 de desembre de 2001  | 31 de desembre de 2001 | 5                | N/D              | N/D              |
| Windows NT 3.1                      | NT 3.1.528    | 27 de juliol de 1993                        | N/D               | 31 de desembre de 2001  | 31 de desembre de 2001 | 5                | N/D              | N/D              |
| Windows For Workgroups 3.11         | 3.11          | 11 d'agost de 1993                          | Sparta, Winball   | 31 de desembre de 2001  | 31 de desembre de 2001 | 5                | N/D              | N/D              |
| Windows 3.2                         | 3.2           | 22 de novembre de 1993                      | N/D               | 31 de desembre de 2001  | 31 de desembre de 2001 | 5                | N/D              | N/D              |
| Windows NT 3.5                      | NT 3.5.807    | 21 de setembre de 1994                      | N/D               | 31 de desembre de 2001  | 31 de desembre de 2001 | 5                | N/D              | N/D              |
| Windows NT 3.51                     | NT 3.51.1057  | 30 de maig de 1995                          | N/D               | 31 de desembre de 2001  | 31 de desembre de 2001 | 5                | N/D              | N/D              |
| Windows 95                          | 4.0.950       | 30 de maig de 1995                          | Chicago, 4.0      | 31 de desembre del 2000 | 31 de desembre de 2001 | 5.5              | 6.1              | N/D              |
| Windows NT 4.0                      | NT 4.0.1381   | 31 de juliol de 1996                        | Cairo             | 31 de desembre del 2000 | 31 de desembre de 2001 | 5.5              | N/D              | N/D              |
| Windows 98                          | 4.10.1998     | 25 de juny de 1998                          | Memphis, 97, 4.1  | 30 de juny del 2002     | 11 de juliol de 2006   | 6                | 6.1              | N/D              |
| Windows 98 SE                       | 4.10.2222     | 5 de maig de 1999                           | N/D               | 30 de juny del 2002     | 11 de juliol de 2006   | 6                | 6.1              | N/D              |
| Windows 2000                        | NT 5.0.2195   | 15 de desembre de 1999                      | N/D               | 30 de juny del 2005     | 13 de juliol de 2010   | 5                | N/D              | N/D              |
| Windows ME                          | 4.90.3000     | 14 de setembre del 2000                     | Millenium, 4.9    | 31 de desembre del 2003 | 11 de juliol de 2006   | 6                | 9.0c             | N/D              |
| Windows XP                          | NT 5.1.2600   | 25 d'octubre del 2001                       | Whistler          | 14 d'abril del 2009     | 8 d'abril del 2014     | 8                | 9.0c             | N/D              |
| Windows XP de 64 bits               | NT 5.2.3790   | 28 de març de 2003                          | N/D               | 14 d'abril del 2009     | 8 d'abril del 2014     | 6                | 9.0c             | N/D              |
| Windows Server 2003                 | NT 5.2.3790   | 24 d'abril del 2003                         | N/D               | 13 de juliol del 2010   | 14 de juliol del 2015  | 8                | 9.0c             | N/D              |
| Windows XP Professional de 64 bits  | NT 5.2.3790   | 25 d'abril del 2005                         | N/D               | 14 d'abril del 2009     | 8 d'abril del 2014     | 8                | 9.0c             | N/D              |
| Windows Fundamentals for Legacy PCs | NT 5.1.2600   | 8 de juliol del 2006                        | Eiger, Mönch      | 14 d'abril del 2009     | 8 d'abril del 2014     | 8                | 9.0c             | N/D              |
| Windows Vista                       | NT 6.0.6002   | 30 de gener del 2007                        | Longhorn          | 10 d'abril del 2012     | 11 d'abril del 2017    | 9                | 11               | N/D              |
| Windows Home Server                 | NT 5.2.4500   | 4 de novembre del 2007                      | Quattro           | 8 de gener del 2013     | 8 de gener del 2013    | 8                | 9.0c             | N/D              |
| Windows Server 2008                 | NT 6.0.6002   | 27 de febrer del 2008                       | Longhorn Server   | 13 de gener del 2015    | 14 de gener del 2020   | 9                | 11               | N/D              |
| Windows 7                           | NT 6.1.7601   | 22 d'octubre del 2009                       | Blackcomb, Vienna | 13 de gener del 2015    | 14 de gener del 2020   | 11               | 11               | 97               |
| Windows Server 2008 R2              | NT 6.1.7601   | 22 d'octubre del 2009                       | N/D               | 13 de gener del 2015    | 14 de gener del 2020   | 11               | 11               | 97               |
| Windows Home Server 2011            | NT 6.1.8400   | 22 d'octubre del 2011                       | Vail              | 12 d'abril del 2016     | 12 d'abril del 2016    | 9                | 11               | 97               |
| Windows Server 2012                 | NT 6.2.9200   | 4 de setembre del 2012                      | N/D               | 9 de gener del 2018     | 10 de gener del 2023   | 10               | 11.1             | 97               |
| Windows 8                           | NT 6.2.9200   | 26 d'octubre del 2012                       | N/D               | 12 de gener del 2016    | 12 de gener del 2016   | 10               | 11.1             | 97               |
| Windows 8.1                         | NT 6.3.9600   | 17 d'octubre del 2013                       | Blue              | 9 de gener del 2018     | 10 de gener del 2023   | 11               | 11.2             | 97               |
| Windows Server 2012 R2              | NT 6.3.9600   | 18 d'octubre del 2013                       | Server Blue       | 9 de gener del 2018     | 10 de gener del 2023   | 11               | 11.2             | 97               |
| Windows 10                          | NT 10.0.19044 | 29 de juliol del 2015                       | Diversos          | 14 d'octubre del 2025   | 14 d'octubre del 2025  | 11               | 12               | 97               |
| Windows Server 2016                 | NT 10.0.14393 | 12 d'octubre del 2016                       | N/D               | 11 de gener del 2022    | 11 de gener del 2027   | 11               | 12               | 97               |
| Windows Server 2019                 | NT 10.0.17763 | 13 de novembre del 2018                     | N/D               | 9 de gener del 2024     | 9 de gener del 2029    | 11               | 12               | 97               |
| Windows Server 2022                 | NT 10.0.20348 | 18 d'agost del 2021                         | N/D               | 13 d'octubre del 2026   | 14 d'octubre del 2026  | 11               | 12               | 97               |
| Windows 11                          | NT 10.0.22000 | 5 d'octubre del 2021                        | Sun Valley        | 10 d'octubre del 2023   | 8 d'octubre del 2024   | N/D              | 12               | 97               |
| Windows 11                          | NT 10.0.22483 | N/D                                         | Sun Valley        | N/D                     | N/D                    | N/D              | 12               | 97               |